# Lonely Day
Lonely Day – piosenka ormiańsko-amerykańskiego zespołu System Of A Down, wykonującego muzykę heavymetalową. Wydana została w 2006 roku jako drugi singiel z piątego albumu grupy pt. Hypnotize. Autorem tekstu jest Daron Malakian, którego wokal dominuje w utworze. Numer otrzymał nominację w kategorii Best Hard Rock Performance na 49. dorocznej gali Grammy Awards. Przez 14 lat był ostatnim singlem, który wydał zespół, do momentu ukazania się w 2020 roku dwóch nowych utworów -- Protect the Land oraz Genocidal Humanoidz.
Piosenka pojawia się w filmie Niepokój z 2007 roku, a także w jego zwiastunie, jednak nie znalazła się na ścieżce dźwiękowej filmu.

## Teledysk
Teledysk rozpoczyna się od ujęcia centrum Los Angeles, w którym płonie sygnalizacja świetlna na rogu ulic S Broadway i 6th Street. W dalszej części teledysku pojawiają się ujęcia członków zespołu. Pojawiają się też ujęcia innych płonących przedmiotów. W kolejności występowania są to: kłódka, budynek, krzewy przed biurowcem, dystrybutor gazet, wózek na zakupy, automat telefoniczny, wagon kolejowy, stos drewnianych palet, kilka drzew, billboard, pojedynczy samochód w ruchu ulicznym wśród innych niepalących się samochodów, reklama w języku chińskim na przystanku autobusowym, ławka na stacji kolejowej, śmietnik, budynek i dach stacji benzynowej.
Na dzień 19 maja 2022 roku teledysk uzyskał 298 milionów wyświetleń na platformie YouTube.

## Twórcy
- Daron Malakian – gitara, wokal
- Serj Tankian – keyboard, wokal
- Shavo Odadjian – gitara basowa
- John Dolmayan – perkusja

## Miejsca na listach przebojów
| Lista (2006)                                  | Miejsce |
| --------------------------------------------- | ------- |
| Australia (ARIA Charts)                       | 37      |
| Austria (Ö3 Austria Top 40)                   | 62      |
| Czechy (Radio Top 100)                        | 55      |
| Dania (Tracklisten)                           | 20      |
| Finlandia (Suomen virallinen lista)           | 16      |
| Francja(SNEP)                                 | 84      |
| Niemcy (GfK Entertainment Charts)             | 46      |
| Nowa Zelandia (Recorded Music NZ)             | 17      |
| Szwajcaria (Schweizer Hitparade)              | 72      |
| US Bubbling Under Hot 100 Singles (Billboard) | 23      |
| US Alternative Airplay (Billboard)            | 10      |
| US Mainstream Rock (Billboard)                | 10      |